# Kurt Segner

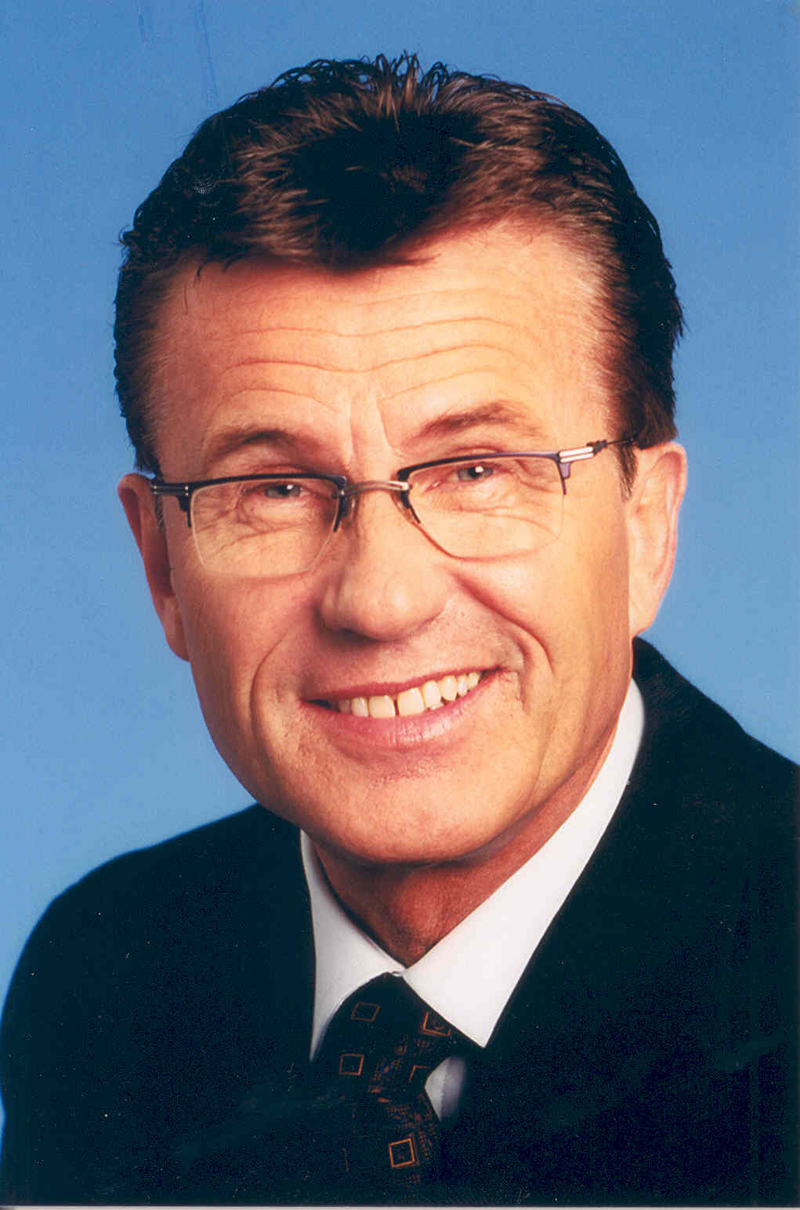
Kurt Segner

Kurt Segner (* 24. November 1946 in Hardheim) ist ein deutscher Politiker (CDU).

## Leben und Beruf
Nach dem Hauptschulabschluss 1961 und der anschließenden Lehre war Segner bis 1968 als Elektroinstallateur tätig und leistete danach bis 1969 seinen Wehrdienst ab. 1969 begann er als Betriebselektriker in einem Unternehmen der medizinischen Glasindustrie, wo er 1975 Vertriebschef wurde. 1979 wechselte er schließlich als hauptamtlicher Mitarbeiter zum CDU-Kreisverband Main-Tauber und war dort bis 2002 Kreisgeschäftsführer. Von 1994 bis 2007 war Segner Inhaber zweier Reisebüros. 

## Partei
Segner trat 1972 in die Junge Union und 1973 auch in die CDU ein. Seit 1988 ist er Vorsitzender des CDU-Ortsverbandes Hundheim. 

## Abgeordneter
Segner gehörte von 1989 bis 1994 und gehört erneut seit 1999 dem Kreistag des Main-Tauber-Kreises an. 
Von 2002 bis 2009 war er Mitglied des Deutschen Bundestages. Dort war er ordentliches Mitglied im Ausschuss für Ernährung, Landwirtschaft und Verbraucherschutz und stellvertretendes Mitglied im Ausschuss für Tourismus.
Kurt Segner ist stets als direkt gewählter Abgeordneter des Wahlkreises Odenwald - Tauber in den Bundestag eingezogen. Bei der Bundestagswahl 2005 erreichte er hier 53,9 % der Erststimmen.
Auf der Kreismitgliederversammlung der CDU Main-Tauber erklärte er am 6. Juni 2008 überraschend, dass er zur Bundestagswahl 2009 nicht mehr als Abgeordneter kandidieren wird.